# El viaje de Copperpot
El viaje de Copperpot è il secondo album del gruppo musicale pop rock spagnolo La Oreja de Van Gogh, pubblicato il 5 settembre 2000 dall'etichetta discografica Epic.
Il titolo dell'album, prodotto da Nigel Walker, è stato tratto dal film I Goonies, del 1985, nel quale, i protagonisti partono alla ricerca di un tesoro seguendo le orme di Chester Copperpot, un cacciatore di tesori scomparso da molti anni.
Ha riscosso un enorme successo, essendo stato l'album più venduto in Spagna nell'anno 2001 e tutt'oggi il settimo album più venduto della storia del Paese iberico.
Il disco è stato promosso da numerosi singoli: Cuídate, París, La playa, Pop, Soledad, Mariposa, Tu pelo e La chica del gorro azul.

## Tracce
CD (Epic 499572 2 (Sony) / EAN 5099749957220)
1. Cuídate - 2:28 (Amaia Montero, Xabi San Martín, Pablo Benegas, Álvaro Fuentes, Haritz Garde)
2. Soledad - 3:52 (Amaia Montero, Xabi San Martín, Pablo Benegas, Álvaro Fuentes, Haritz Garde)
3. París - 3:46 (Amaia Montero, Xabi San Martín, Pablo Benegas, Álvaro Fuentes, Haritz Garde)
4. La playa - 4:07 (Amaia Montero, Xabi San Martín, Pablo Benegas, Álvaro Fuentes, Haritz Garde)
5. Pop - 2:31 (Amaia Montero, Xabi San Martín, Pablo Benegas, Álvaro Fuentes, Haritz Garde)
6. Dicen que dicen - 3:21 (Amaia Montero, Xabi San Martín, Pablo Benegas, Álvaro Fuentes, Haritz Garde)
7. Mariposa - 4:02 (Amaia Montero, Xabi San Martín, Pablo Benegas, Álvaro Fuentes, Haritz Garde)
8. La chica del gorro azul - 3:35 (Amaia Montero, Xabi San Martín, Pablo Benegas, Álvaro Fuentes, Haritz Garde)
9. Tu pelo - 3:57 (Amaia Montero, Xabi San Martín, Pablo Benegas, Álvaro Fuentes, Haritz Garde)
10. Tantas cosas que contar - 3:53 (Amaia Montero, Xabi San Martín, Pablo Benegas, Álvaro Fuentes, Haritz Garde)
11. Los amantes del círculo polar - 4:40 (Amaia Montero, Xabi San Martín, Pablo Benegas, Álvaro Fuentes, Haritz Garde)
12. Desde el puerto - 3:44 (Amaia Montero, Xabi San Martín, Pablo Benegas, Álvaro Fuentes, Haritz Garde)
13. Tic tac (Ghost track) - 3:37 (Amaia Montero, Xabi San Martín, Pablo Benegas, Álvaro Fuentes, Haritz Garde)

## Classifiche
| Classifica (2000 e 2001) | Posizione raggiunta |
| ------------------------ | ------------------- |
| Spagna                   | 1                   |

## Formazione
- Amaia Montero - voce
- Pablo Benegas - chitarra
- Álvaro Fuentes - basso
- Xabi San Martín - tastiere
- Haritz Garde - batteria